# Something for the Pain
Something for the Pain is een nummer van de Amerikaanse rockband Bon Jovi uit 1995. Het is de tweede single van hun zesde studioalbum These Days.
Het nummer werd in veel Europese landen een bescheiden hitje. In de Nederlandse Top 40 haalde het nummer een 18e positie, en in de Vlaamse Ultratop 50 kwam het tot nummer 37. In de Amerikaanse Billboard Hot 100 had het nummer minder succes met een 76e positie.